# Pierre Tourret
Pour les articles homonymes, voir Tourret.
Pierre Tourret, né le 30 décembre 1919 à Paris et mort le 25 décembre 1991 à Beauvais, est un officier de l'armée française, qui a servi sous les drapeaux durant la Seconde Guerre mondiale, la guerre d'Indochine, la crise du canal de Suez et la guerre d'Algérie. Il a commandé le 8e bataillon de Parachutistes de Choc durant la bataille de Diên Biên Phu.

## Biographie
Il sort de l'École spéciale militaire de Saint-Cyr en 1939, participe aux combats autour de Sedan du 12 mai 1940. Il est fait prisonnier de guerre, puis est libéré par l'armée américaine en 1945. Il rejoint la 9e division d'infanterie coloniale et part pour l'Indochine en 1946. En 1948, il commande une compagnie du 23e régiment d'infanterie coloniale au Tonkin.
Pour son second séjour en Indochine, il commande un bataillon du 24e régiment de tirailleurs sénégalais, avant de devenir le second de Marcel Bigeard au 6e Bataillon de Parachutistes Coloniaux au printemps 1952. Il prend part aux opérations à Tu Lè, avant que lui soit donné le commandement de son propre bataillon, le 8e Bataillon de Parachutistes de Choc. Les deux bataillons participent alors ensemble à la belle opération de Lang Son. Durant la bataille de Dien Bien Phu, il est l'un des commandants clé. Comme la plupart des principaux commandants, il reçoit une promotion durant la bataille de Dien Bien Phu.
Il participe à l'opération Mousquetaire de la crise du canal de Suez en novembre 1956, puis est transféré au commandement du général Gilles, dirigeant des troupes parachutistes en Algérie, travaillant de concert avec les opérations spéciales. En 1959, le général Challe lui donne le commandement du Groupe de Commandos Paras de Réserve Générale (G.C.P).
En 1960, il est rattaché au cabinet du Premier Ministre Debré, mais il retourne en Algérie en 1961. Il prend le commandement de la 10e division parachutiste pendant le putsch des généraux, et suit les ordres du général Challe, un des généraux instigateur du putsch. Il est arrêté et envoyé à Paris, mais immédiatement relâché. Il est envoyé en Mauritanie pour deux ans, avant de quitter l'armée en 1964.